# 터프북

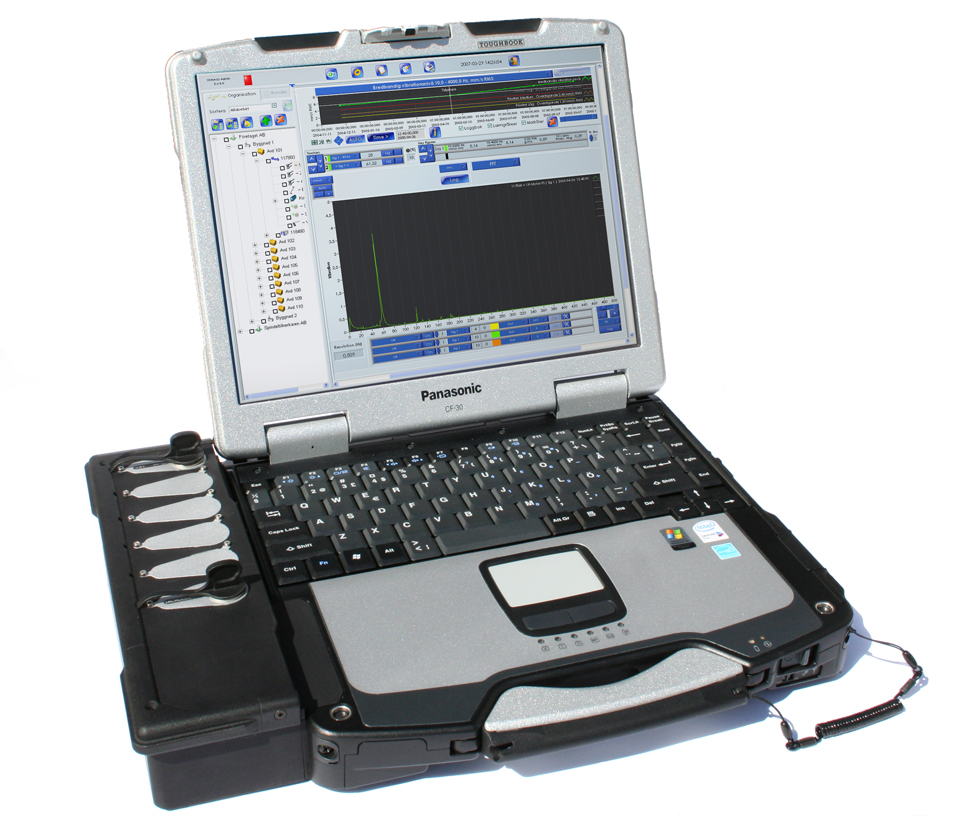

터프북(영어: タフブック)은 파나소닉이 발매하는 강화 노트북 시리즈명이다.
1996년 초대 모델이 발매했다. 이름 그대로 극한환경에서도 동작하는 것이 최대 세일즈 포인트다. 미국 국방부가 미군에 납품할 때 요구하는 규격(MIL 규격) 중 하나인 MIL-STD-810F(현재는 810G)에 준거하는 내충격・내진동 성능을 갖추고 있는 것을 장점으로 하고 있다. 이 요구수준을 충족하기 때문에 미군이나 미국 경찰이 채용하는 것이 유명하며, 일본에서도 경찰・소방・자위대・로드서비스업 등 필드워크용 노트북 시장에서 점유율 톱을 자랑한다.